# Брешия, Альфонсо
Альфонсо Брешия (итал. Alfonso Brescia; 6 января 1930, Рим — 6 июня 2001, Рим) — итальянский кинорежиссёр и сценарист, менее известен как актёр.

## Биография
Альфонсо Брешия родился 6 января 1930 года в Риме (Италия). Его отец был кинопродюсером, и Альфонсо пошёл по его стопам, хотя и против воли отца. С 1956 года стал ассистентом режиссёра и за восемь лет принял участие в создании девятнадцати фильмов. Набравшись опыта, с 1964 года стал самостоятельным режиссёром и за 31 год создал 51 ленту, причём к 35 из них самостоятельно написал сценарии. В 1979—1981 годах исполнил эпизодические роли в пяти своих картинах. Поначалу работал в жанре научной фантастики, позднее в жанре джалло, но среди его работ также встречались пеплумы, вестерны, военные, эротические, супергеройские, криминальные и детские фильмы, мондо. В титрах нередко указывался под псевдонимом Эл Брэдли.
Альфонсо Брешия окончил карьеру в 1995 году, скончался 6 июня 2001 года в Риме.
Кинокритик Роберто Курти говорил о творчестве Брешии, что это «халтура, но надёжная», а о самом режиссёре, что он был «одним из самых плодовитых и разносторонних итальянских режиссёров 1970-х годов».

## Избранная фильмография

### Ассистент режиссёра
- 1958 — Деспоты[итал.] / I prepotenti
- 1958 — Троица / Le dritte
- 1958 — Любовь рождается в Риме[англ.] / L'amore nasce a Roma
- 1959 — Шериф[итал.] / La sceriffa
- 1960 — Бензиновый фургон[итал.] / Caravan petrol
- 1961 — Белый невольничий корабль[англ.] / L'ammutinamento
- 1962 — Восстание семёрки[англ.] / I sette gladiatori
- 1963 — Знак Зорро[итал.] / Il segno di Zorro
- 1963 — Голиаф и восстание рабов[англ.] / Goliath e la schiava ribelle
- 1964 — Сокрушивший римлян[итал.] / Il ladro di Damasco
- 1964 — Мацист, гладиатор из Спарты[англ.] / Maciste gladiatore di Sparta
- 1964 — Два гладиатора[англ.] / I due gladiatori

### Режиссёр
- 1964 — Дворцовый переворот[англ.] / La rivolta dei pretoriani
- 1964 — Великолепный гладиатор[англ.] / Il magnifico gladiatore
- 1965 — Покоритель Атланлиды[итал.] / Il conquistatore di Atlantide
- 1965 — Кольт — моё правосудие[нем.] / La colt è la mia legge
- 1967 — Убийца 32-го калибра[англ.] / Killer calibro 32
- 1967 — Дни жестокости[итал.] / I giorni della violenza
- 1967 — Повернись… И я убью тебя[нем.] / Voltati… ti uccido!
- 1968 — Ад в Нормандии[англ.] / Testa di sbarco per otto implacabili
- 1968 — Линчеватель[нем.] / Carogne si nasce
- 1969 — Убить Роммеля[фр.] / Uccidete Rommel
- 1970 — Два трупа для убийцы[итал.] / Il tuo dolce corpo da uccidere
- 1971 — Любовницы Дон Жуана[итал.] / Le calde notti di Don Giovanni
- 1972 — Голая девушка убита в парке[итал.] / Ragazza tutta nuda assassinata nel parco
- 1972 — Поппея, римская шлюха[англ.] / Le calde notti di Poppea
- 1973 — Амазонки — женщины любви и войны[нем.] / Le Amazzoni - Donne d'amore e di guerra
- 1974 — Амазонки и Супермен[англ.] / Superuomini, superdonne, superbotte
- 1975 — Хвастун[фр.] / La spacconata
- 1975 — Белый Клык и одинокий охотник[нем.] / Zanna Bianca e il cacciatore solitario
- 1976 — Подросток[англ.] / L'adolescente
- 1976 — Кровавый мститель[итал.] / Sangue di sbirro
- 1977 — Война планет[англ.] / Anno zero - Guerra nello spazio
- 1978 — Космические баталии[итал.] / Battaglie negli spazi stellari
- 1978 — Война роботов / La guerra dei robot
- 1978 — Неаполитанская серенада девятого калибра[итал.] / Napoli… serenata calibro 9
- 1978 — Последний гуаппо[итал.] / L'ultimo guappo
- 1979 — ? / Il mammasantissima
- 1979 — Контрабандисты из Санта-Люсии[итал.] / I contrabbandieri di Santa Lucia
- 1979 — Звёздная Одиссея[англ.] / Sette uomini d'oro nello spazio
- 1979 — Неаполь… Мафия бросает вызов, город отвечает[итал.] / Napoli… la camorra sfida, la città risponde
- 1980 — Зверь из космоса / La bestia nello spazio
- 1980 — Землекоп[итал.] / Zappatore
- 1980 — Твоя жизнь за моего сына[итал.] / La tua vita per mio figlio
- 1981 — Неаполь, Палермо, Нью-Йорк: Треугольник Каморры[итал.] / Napoli, Palermo, New York - Il triangolo della camorra
- 1981 — Узник[англ.] / Carcerato
- 1981 — ? / I figli… so' pezzi 'e core
- 1982 — Измена[итал.] / Tradimento
- 1982 — Клятва[итал.] / Giuramento
- 1983 — Лаура… В 16 лет мне сказала «да»[итал.] / Laura… a 16 anni mi dicesti sì
- 1987 — Железный воин[итал.] / Iron Warrior

### Сценарист
- 1964 — Мацист, гладиатор из Спарты[англ.] / Maciste gladiatore di Sparta
- 1964 — Два гладиатора[англ.] / I due gladiatori
- 1964 — Великолепный гладиатор[англ.] / Il magnifico gladiatore
- 1965 — Покоритель Атланлиды[итал.] / Il conquistatore di Atlantide
- 1965 — Как мы натворили бед в армии[англ.] / Come inguaiammo l'esercito
- 1965 — Кольт — моё правосудие[нем.] / La colt è la mia legge
- 1965 — 30 винчестеров для Дьявола[англ.] / 30 Winchester per El Diablo
- 1966 — Как мы ограбили Банк Италии[англ.] / Come svaligiammo la Banca d'Italia
- 1972 — Голая девушка убита в парке[итал.] / Ragazza tutta nuda assassinata nel parco
- 1972 — Поппея, римская шлюха[англ.] / Le calde notti di Poppea
- 1974 — Амазонки и Супермен[англ.] / Superuomini, superdonne, superbotte
- 1976 — Подросток[англ.] / L'adolescente
- 1976 — Кровавый мститель[итал.] / Sangue di sbirro
- 1977 — Война планет[англ.] / Anno zero - Guerra nello spazio
- 1978 — Война роботов / La guerra dei robot
- 1978 — Неаполитанская серенада девятого калибра[итал.] / Napoli… serenata calibro 9
- 1979 — Звёздная Одиссея[англ.] / Sette uomini d'oro nello spazio
- 1980 — Зверь из космоса / La bestia nello spazio
- 1980 — Землекоп[итал.] / Zappatore
- 1980 — Твоя жизнь за моего сына[итал.] / La tua vita per mio figlio
- 1981 — Неаполь, Палермо, Нью-Йорк: Треугольник Каморры[итал.] / Napoli, Palermo, New York - Il triangolo della camorra
- 1981 — Узник[англ.] / Carcerato
- 1981 — ? / I figli… so' pezzi 'e core
- 1982 — Измена[итал.] / Tradimento
- 1982 — Клятва[итал.] / Giuramento
- 1983 — Лаура… В 16 лет мне сказала «да»[итал.] / Laura… a 16 anni mi dicesti sì
- 1986 — Опасная территория[англ.] / Energia pulita
- 1987 — Железный воин[итал.] / Iron Warrior

### Актёр
Во всех случаях камео без указания в титрах
- 1979 — ? / Il mammasantissima — доктор
- 1979 — Контрабандисты из Санта-Люсии[итал.] / I contrabbandieri di Santa Lucia — мужчина на улице, комментирующий плакат
- 1979 — Неаполь… Мафия бросает вызов, город отвечает[итал.] / Napoli… la camorra sfida, la città risponde — мужчина на фестивале
- 1980 — Землекоп[итал.] / Zappatore — мужчина, читающий газету
- 1981 — ? / I figli… so' pezzi 'e core — посетитель ресторана